# Клиринговая палата
Клиринговая палата (англ. Clearing House, клиринговый центр, клиринговая компания) — финансовая  организация, предлагающая услуги клиринга (взаимозачёта).

## Услуги клиринга
Клиринг — разновидность профессиональной деятельности на рынке ценных бумаг. Данный вид деятельности на рынке ценных бумаг предполагает определение взаимных обязательств, возникающих на фондовом рынке между продавцами и покупателями ценных бумаг, и зачёт их взаимных требований и обязательств.

## Функции клиринговой палаты
Основными функциями клиринговой палаты являются:
- сбор информации по заключённым на бирже сделкам, её сверка и корректировка в случае расхождений;
- учёт зарегистрированных на бирже сделок и проведение вычислений по ним;
- определение взаимных обязательств между сторонами, заключившими сделки на бирже, и расчёты между ними;
- обеспечение поставки ценных бумаг от продавца к покупателю и организация денежных расчётов (поступления денег от покупателя к продавцу);
- обеспечение гарантий по исполнению обязательств, вытекающим из срочных сделок[3].

Клиринговая палата берёт на себя функции организатора исполнения сделок. На основе полученной информации о заключённых сделках в течение определённого (как правило за день) времени определяются требования и обязательства каждого участника биржевой торговли.
Если требования, которые имеет данный участник, превышают его обязательства, то это означает, что ему причитается определённая денежная сумма. В этом случае говорят, он занимает длинную позицию (англ. long position).
Если требования данного участника меньше его обязательств, то это предполагает платёж с его стороны тем участникам, которым он должен. В этом случае говорят, что он занимает короткую позицию (англ. short position). Русскоязычный биржевой сленг — «быть в шорте́». Если требования равны обязательствам, то участник биржевой торговли находится в закрытой позиции.

## Крупнейшие международные клиринговые организации
- Eurex Clearing
- Depository Trust & Clearing Corporation (DTCC)
- LCH.Clearnet
- Euroclear
- European Multilateral Clearing Facility (EMCF)
- ICE Clear Europe — подразделение специализирующейся на нефтяных деривативах международной финансовой компании «IntercontinentalExchange»
- NYSE Liffe clearing